# Show Yourself
Show Yourself ist ein Lied der US-amerikanischen Progressive-Metal-Band Mastodon. Es ist die zweite Single aus ihrem siebten Album Emperor of Sand.

## Entstehung und Hintergrund
Das Lied wurde vom Gitarristen Bill Kelliher und vom Schlagzeuger Brann Dailor geschrieben. Für das Lied wurden zahlreiche Riffs verwendet, die Kelliher auf verschiedenen Tourneen aufgenommen hat. Dailor übernahm zusammen mit dem Bassisten Troy Sanders den Gesang bei Show Yourself. Zunächst war Dailor skeptisch und hielt das Hauptriff des Liedes für zu einfach, um es zu mögen. Nachdem sich Troy Sanders positiv über das Lied äußerte, änderte Dailor seine Meinung und bezeichnete das Lied als Oase auf einem dicht gedrängten und intensiven Album. Aufgenommen wurde das Lied im The Quarry Recording Studio in Kennesaw mit dem Produzenten Brendan O’Brien. Mit einer Länge von 3:02 Minuten ist Show Yourself das kürzeste Lied von dem Album Emperor of Sand.
Für das Lied wurde ein Musikvideo gedreht, bei dem Robert Schober Regie führte. Der Schauspieler und Comedian Brian Posehn hat in dem Video einen Cameoauftritt. Hauptfigur des Videos ist ein Sensenmann, der als Angestellter einer großen Firma arbeitet und ein Versager ist. Zunächst entkommt ihm eine alte Frau mit Gehhilfe, dann verliert er ein Schachspiel mit einem todkranken Mann. Schließlich bekommt der Protagonist mit zwei Kollegen den Auftrag, die Bandmitglieder von Mastodon zu töten. Dem Sieger winkt ein neuer Leichenwagen, dem Letzten die Kündigung. Der Protagonist leidet allerdings an einer Sehschwäche, so dass er nur Personen erwischt, die den Bandmitgliedern ähnlich sehen. Ein glücklicher Zufall sorgt allerdings dafür, dass der Protagonist doch als Sieger des Wettstreits hervorgeht.
Am 3. April 2017 spielten Mastodon das Lied Show Yourself in der ABC-Late-Night-Show Jimmy Kimmel Live!.

## Rezeption
Laut Frank Thiessies vom deutschen Magazin Metal Hammer „überrascht Show Yourself mit einer so bislang nicht gehörten Psychedelic-Schlagseite im dezenten Stone Temple Pilots-Duktus“. Für Jordan Blum vom Onlinemagazin Pop Matters ist das Lied ein „gutes Beispiel dafür, wie nahtlos Mastodon zwischen unbarmherziger Brutalität und radiofreundlicher Zugänglichkeit übergehen können“. Ryan Reed vom Magazin Rolling Stone bezeichnete Show Yourself als die „herausragendste Gesangsleistung“ auf dem Album sowie als „die einfachste Single der Bandkarriere“.
Dennis Drögemüller vom deutschen Magazin Visions bezeichnete das Musikvideo als ziemlich lustig und als wunderbaren Kostüm-Slapstick-Clip. Jon Bilstein vom Magazin Rolling Stone beschrieb das Video als „saukomisch“ und hob den „interessanten Kontrast“ zum Hauptthema des Albums hervor, dass sich mit Krankheit und Sterblichkeit befasst. Sam Sodomsky vom Onlinemagazin Pitchfork Media fand das Video hingegen „albern“.
Bei den Metal Hammer Awards 2017 wurde Show Yourself in der Kategorie Metal Anthem nominiert. Der Preis ging allerdings an die Band Ghost für das Lied Square Hammer. Das Onlinemagazin Revolver wählte das Musikvideo zum besten des Jahres 2017.